# 車両等の型式認定相互承認協定
車両等の型式認定相互承認協定（しゃりょうとうのかたしきにんていそうごしょうにんきょうてい、英: AGREEMENT CONCERNING THE ADOPTION OF UNIFORM TECHNICAL PRESCRIPTIONS FOR WHEELED VEHICLES, EQUIPMENT AND PARTS WHICH CAN BE FITTED AND/OR BE USED ON WHEELED VEHICLES AND THE CONDITIONS FOR RECIPROCAL RECOGNITION OF APPROVALS GRANTED ON THE BASIS OF THESE PRESCRIPTIONS）は、1958年3月20日にジュネーヴで作成され、1959年6月20日に効力発生した協定で、自動車の装置ごとの安全・環境に関する基準の統一及び相互承認の実施と自動車の国際流通の円滑化を図ることを定めた多国間協定（条約）である。日本語の通称名は「車両等の型式認定相互承認協定」。

## 概要
国連欧州経済委員会（ECE）の多国間協定の1つとして、1958年3月20日にジュネーヴで作成された旧表題『自動車の装置及び部品の認定のための統一的な条件の採択並びにその認定の相互承認に関する協定』に遡る。翌年の1959年6月20日に効力が発生。本協定は、前文、全15条並びに付属書1(全6条)、付属書2(全2条)によって構成されている。
日本では1998年（平成10年）11月24日より効力発生。2021年6月現在、56カ国と1地域が本協定に加入し、装置ごとに160の協定規則が制定されているが、このうち日本は94の協定規則を採用している。

## 沿革
- 1958年（昭和33年）3月20日 - ジュネーヴで作成
- 1959年（昭和34年）6月20日 - 効力発生
- 1998年（平成10年）
  - 5月13日 - 国会承認
  - 9月25日 - 加入の閣議決定、加入書寄託
  - 10月2日 - 公布（条約第十二号）、告示（外務省告示第四五四号）
  - 11月24日 - 日本について効力発生

## 締約国・地域
2021年6月現在
EU加盟国
- 欧州連合（EU）、ドイツ、フランス、イタリア、オランダ、スウェーデン、ベルギー、ハンガリー、チェコ、スペイン、オーストリア、ルクセンブルク、フィンランド、デンマーク、ルーマニア、ポーランド、ポルトガル、ギリシャ、アイルランド、クロアチア、スロヴェニア、スロバキア、エストニア、ラトビア、ブルガリア、リトアニア、キプロス、マルタ

アジア圏国
- 日本、大韓民国、マレーシア、タイ王国、パキスタン

その他の地域
- セルビア、イギリス、スイス、ノルウェー、ロシア、ベラルーシ、ボスニア・ヘルツェゴビナ、トルコ、アゼルバイジャン、マケドニア、オーストラリア、ウクライナ、南アフリカ、ニュージーランド、モンテネグロ、チュニジア、カザフスタン、アルバニア、エジプト、ジョージア、サンマリノ、モルドバ、アルメニア、ナイジェリア

## 構成
- 前文
- 第1条 - 規則の作成及び適用
- 第2条 - 型式認定及び認定証の交付
- 第3条 - 相互承認
- 第4条 - 型式認定についての不適合
- 第5条 - 関連情報の提供
- 第6条 - 締約国
- 第7条 - 効力発生
- 第8条 - 廃棄
- 第9条 - 適用地域
- 第10条 - 紛争の解決
- 第11条 - 留保
- 第12条 - 規則の改正
- 第13条 - この協定及びその付属書の改正
- 第14条 - 通報
- 第15条 - 規則の効力発生

- 付属書一 - 運営委員会の構成及び手続規則
  - 第1条 - 運営委員会の構成
  - 第2条 - 事務局
  - 第3条 - 議長及び副議長の選出
  - 第4条 - 新たな規則又は規則の改正案の作成
  - 第5条 - 新たな規則の決定
  - 第6条 - 規則の改正案の決定

- 付属書二 - 製造の適合性に関する手続
  - 1 - 当初の評価
  - 2 - 製造の適合性

## 協定規則
- 協定規則
- 協定規則の日本語仮訳